# Tom Cordes
Tom Cordes (Wilnis, De Ronde Venen, 18 de gener de 1965) va ser un ciclista neerlandès que fou professional entre 1989 i 2005.
Com a ciclista amateur aconseguí alguns èxits, entre ells el Campionat del món júnior o el Campionat del món de contrarellotge per equips.
Com a professional destaca la victòria a la Volta a la Comunitat Valenciana de 1988 i una etapa a la Volta a Espanya de 1992.

## Palmarès
- 1984
  -  Campió del món júnior en ruta
- 1985
  - Vencedor d'una etapa de la Volta a Polònia
- 1986
  -  Campió del món amateur de contrarellotge per equips, amb Rob Harmeling, John Talen i Gerrit de Vries
  - Vencedor d'una etapa de la Volta a Àustria
- 1987
  - 1r a la Hel van het Mergelland
  - 1r al Tour d'Overijssel
- 1988
  - 1r al Gran Premi François-Faber
  - Vencedor d'una etapa de la Volta a Suècia
- 1989
  - Vencedor d'una etapa de la Volta a Galícia
  - Vencedor d'una etapa de la Volta a la Comunitat Valenciana
- 1990
  - 1r a la Volta a la Comunitat Valenciana
  - 1r a la Volta a Múrcia
  - 1r al Trofeu Baracchi, amb Rolf Gölz
  - 1r al Trofeu Luis Puig
- 1992
  - Vencedor d'una etapa de la Volta a Espanya
- 1997
  - Vencedor d'una etapa de l'Olympia's Tour
- 1998
  - Vencedor d'una etapa de l'Olympia's Tour
- 1999
  - Vencedor d'una etapa de l'Olympia's Tour
- 2001
  - 1r a la Groningen-Münster

### Resultats al Tour de França
- 1993. 118è de la classificació general

### Resultats a la Volta a Espanya
- 1991. 12è de la classificació general
- 1992. 80è de la classificació general. Vencedor d'una etapa
- 1993. 53è de la classificació general
- 1995. 86è de la classificació general
- 1996. 103è de la classificació general

### Resultats al Giro d'Itàlia
- 1996. Abandona